# تيم بيكيت
تيم بيكيت (بالإنجليزية: Tim Pickett)‏ مواليد 18 أبريل 1981 في دايتونا بيتش، هو لاعب كرة سلة أمريكي. بدأ مسيرته الاحترافية في سنة 2004. تم اختياره من قبل فريق نيو أورلينز بيليكانز خلال الدرافت. يبلغ طوله 6 قدم 4 بوصة (1.9 م).

## المسيرة الاحترافية
لعب مع أسفيل باسكت في الدوري الفرنسي في موسم 2005–2006، ثم لعب مع شانشي بريف دراجونز في الدوري الصيني في سنة 2009، ثم لعب مع فوشان دراليونز في موسم 2009–2010.

## روابط خارجية
- تيم بيكيت على موقع سبورتس رفرنس (الإنجليزية)
- تيم بيكيت على موقع كرة السلة الأوروبية.كوم (الإنجليزية)
- تيم بيكيت على موقع كلية كرة السلة في سبورتس رفرنس.كوم (الإنجليزية)
- تيم بيكيت على موقع ريلجم (الإنجليزية)
- تيم بيكيت على موقع بروبوليرز (الإنجليزية)
- تيم بيكيت على موقع سبورتس رفرنس (الإنجليزية)
- تيم بيكيت على موقع سبورتس رفرنس (الإنجليزية)